# Campagna-de-Sault
Pour les articles homonymes, voir Sault.
Campagna-de-Sault  (en occitan ou catalan Campanha de Saut ) est une commune française située dans le Sud-Ouest du département de l’Aude, en région Occitanie.
Sur le plan historique et culturel, la commune fait partie du pays de Sault, un plateau situé entre 990 et 1 310 mètres d'altitude fortement boisé. Exposée à un climat océanique altéré, elle est drainée par le ruisseau de Campagna et par divers autres petits cours d'eau. La commune possède un patrimoine naturel remarquable : trois sites Natura 2000 (le « pays de Sault », le « bassin du Rebenty » et la « haute Vallée de l'Aude et Bassin de l'Aiguette ») et sept zones naturelles d'intérêt écologique, faunistique et floristique.
Campagna-de-Sault est une commune rurale qui compte 19 habitants en 2022, après avoir connu un pic de population de 371 habitants en 1831. Ses habitants sont appelés les Campagnois ou Campagnoises.

## Géographie

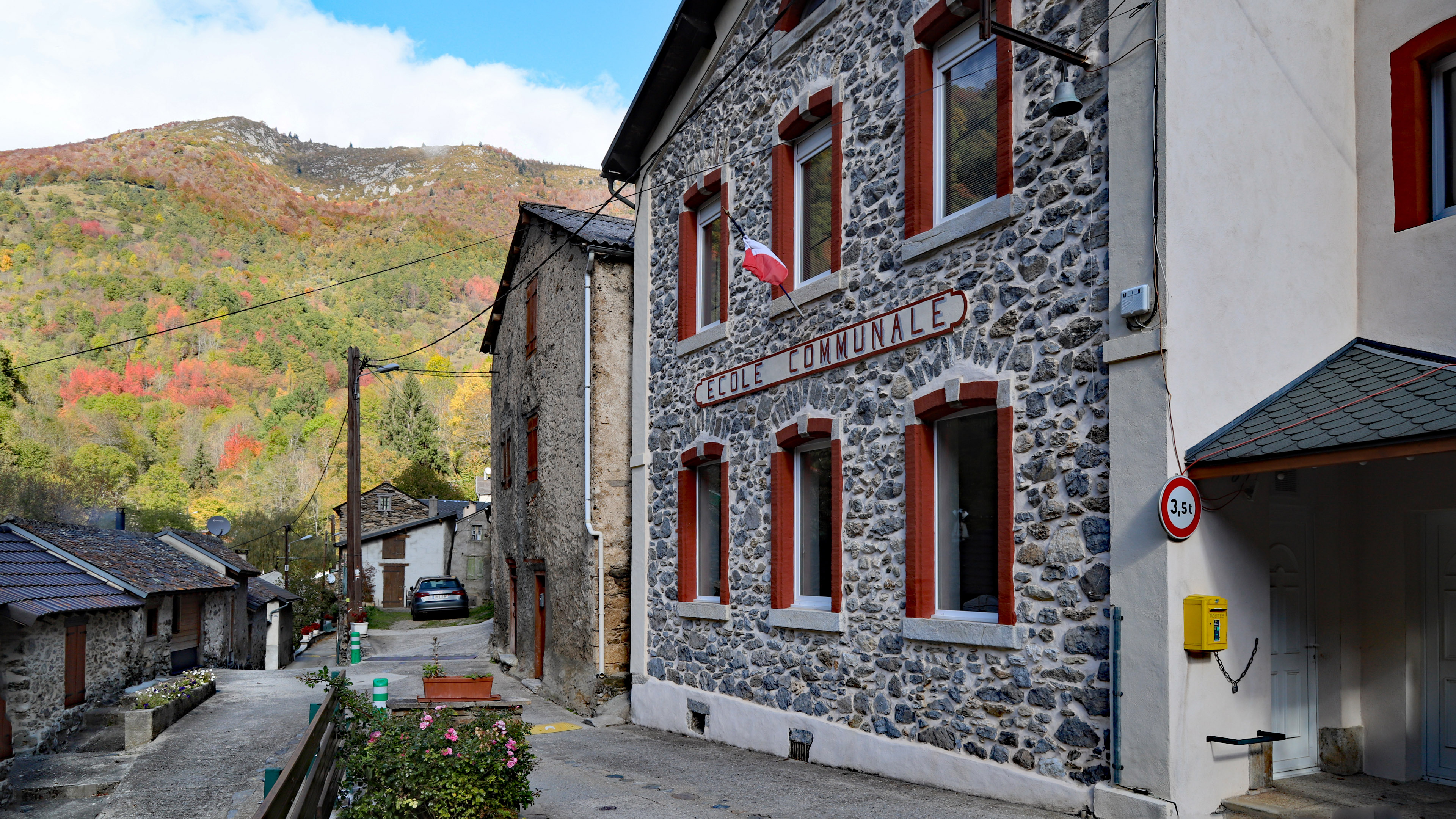
Ancienne école et mairie.

### Localisation
La commune de Campagna-de-Sault est située dans le pays de Sault. Elle est limitrophe du département de l'Ariège.

### Communes limitrophes
Les communes limitrophes sont  Fontanès-de-Sault, Mazuby, Mijanès, Niort-de-Sault, Rodome et Rouze.
|                  | Mazuby            | Rodome            |
| Niort-de-Sault   | Campagna-de-Sault | Fontanès-de-Sault |
| Mijanès (Ariège) | Rouze (Ariège)    |                   |

### Géologie et relief
Campagna-de-Sault se situe en zone de sismicité 3 (sismicité modérée).

### Hydrographie
La commune est dans la région hydrographique « Côtiers méditerranéens », au sein du bassin hydrographique Rhône-Méditerranée-Corse. Elle est drainée par le ruisseau de Campagna, le ruisseau de la Coume, le ruisseau de Salvanières et le ruisseau du Campeil, qui constituent un réseau hydrographique de 9 km de longueur totale,.

### Climat
Pour des articles plus généraux, voir Climat de l'Occitanie et Climat de l'Aude.
En 2010, le climat de la commune est de type climat océanique altéré, selon une étude s'appuyant sur une série de données couvrant la période 1971-2000. En 2020, Météo-France publie une typologie des climats de la France métropolitaine dans laquelle la commune est exposée à un climat de montagne ou de marges de montagne et est dans la région climatique Pyrénées orientales, caractérisée par une faible pluviométrie, un très bon ensoleillement (2 600 h/an), un air sec, particulièrement en hiver et peu de brouillards.
Pour la période 1971-2000, la température annuelle moyenne est de 9,3 °C, avec une amplitude thermique annuelle de 15,1 °C. Le cumul annuel moyen de précipitations est de 976 mm, avec 10,1 jours de précipitations en janvier et 6,8 jours en juillet. Pour la période 1991-2020, la température moyenne annuelle observée sur la station météorologique la plus proche, située sur la commune de Belcaire à 10 km à vol d'oiseau, est de 9,8 °C et le cumul annuel moyen de précipitations est de 1 032,4 mm,. Pour l'avenir, les paramètres climatiques de la commune estimés pour 2050 selon différents scénarios d'émission de gaz à effet de serre sont consultables sur un site dédié publié par Météo-France en novembre 2022.

### Milieux naturels et biodiversité

#### Réseau Natura 2000

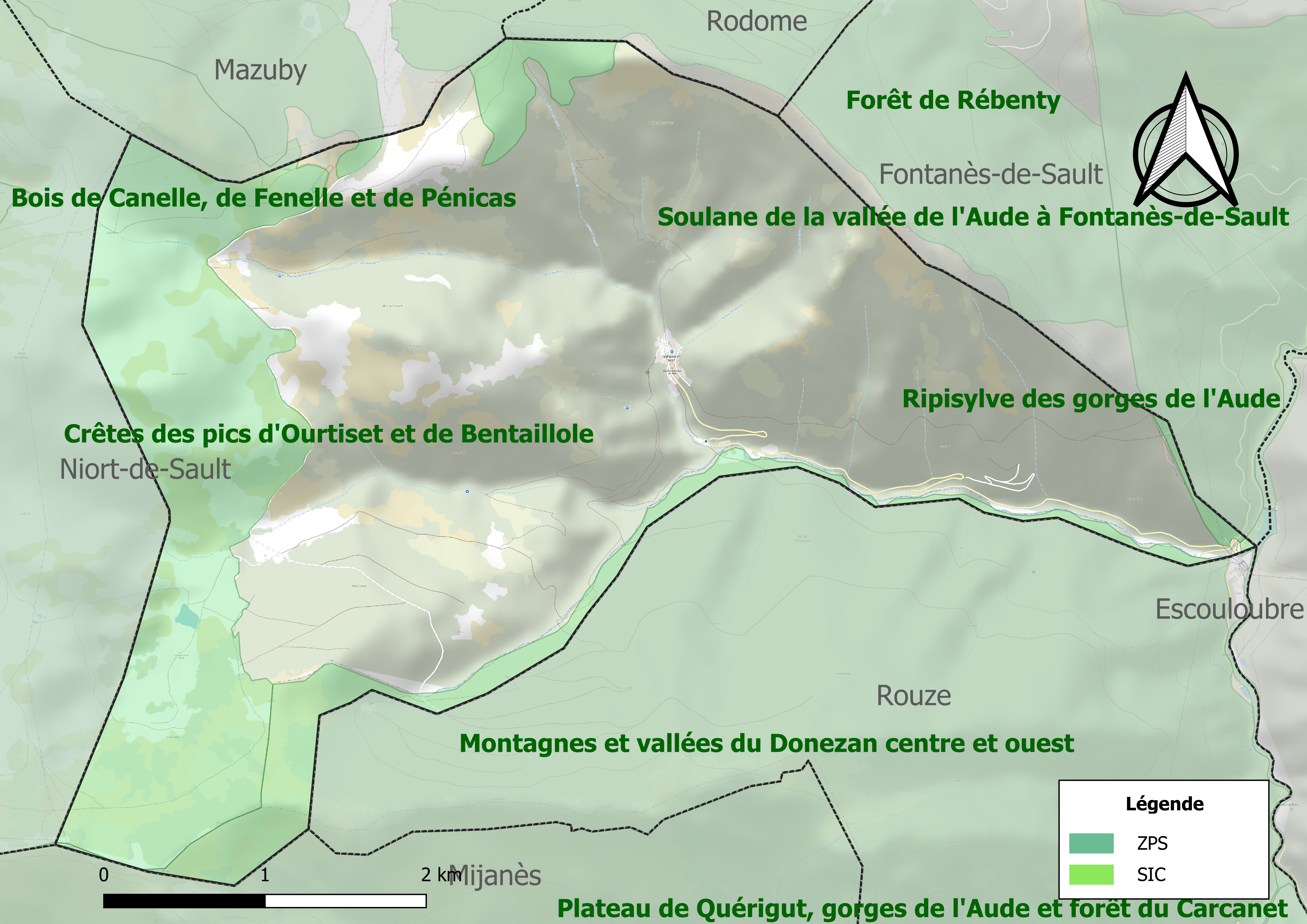
Sites Natura 2000 sur le territoire communal.

Le réseau Natura 2000 est un réseau écologique européen de sites naturels d'intérêt écologique élaboré à partir des directives habitats et oiseaux, constitué de zones spéciales de conservation (ZSC) et de zones de protection spéciale (ZPS). Deux sites Natura 2000 ont été définis sur la commune au titre de la directive habitats :
- le « bassin du Rebenty », d'une superficie de 8 567 ha, qui offre une palette d'habitats naturels sur une grande gamme altitudinale et climatique et sur des substrats variés (calcaires, marnes, schistes). En particulier, on y rencontre de belles pinèdes de pins à crochets sur sol acide. La rivière héberge des espèces aquatiques (Chabot commun et Barbeau méridional, Écrevisse à pattes blanches) et mammifères (Desman des Pyrénées)[14] ;
- la « haute Vallée de l'Aude et Bassin de l'Aiguette », d'une superficie de 17 055 ha, particulièrement intéressant pour ses milieux aquatiques. Il comprend des populations de Desmans des Pyrénées, Barbeau méridional, d'Écrevisse à pattes blanches ainsi que des chabots[15] ;

et un au titre de la directive oiseaux : 
- le « pays de Sault », d'une superficie de 71 499 ha, présentant une grande diversité d'habitats pour les oiseaux. On y rencontre donc aussi bien les diverses espèces de rapaces rupestres, en particulier les vautours dont les populations sont en augmentation, que les passereaux des milieux ouverts (bruant ortolan, alouette lulu) et des espèces forestières comme le pic noir[16].

#### Zones naturelles d'intérêt écologique, faunistique et floristique
L’inventaire des zones naturelles d'intérêt écologique, faunistique et floristique (ZNIEFF) a pour objectif de réaliser une couverture des zones les plus intéressantes sur le plan écologique, essentiellement dans la perspective d’améliorer la connaissance du patrimoine naturel national et de fournir aux différents décideurs un outil d’aide à la prise en compte de l’environnement dans l’aménagement du territoire. Quatre ZNIEFF de type 1 sont recensées sur la commune :
- les « crêtes des pics d'Ourtiset et de Bentaillole » (769 ha), couvrant 3 communes du département[18] ;
- la « forêt de Rébenty » (514 ha), couvrant 4 communes du département[19] ;
- les « montagnes et vallées du Donezan centre et ouest » (8 618 ha), couvrant 12 communes dont 7 dans l'Ariège, 3 dans l'Aude et 2 dans les Pyrénées-Orientales[20] ;
- la « soulane de la vallée de l'Aude à Fontanès-de-Sault » (270 ha), couvrant 3 communes du département[21] ;

et trois ZNIEFF de type 2, : 
- la « Haute Vallée du Rébenty » (5 740 ha), couvrant 6 communes du département[22] ;
- le « massif de Quérigut et forêt du Carcanet (Donezan) » (12 107 ha), couvrant 16 communes dont 9 dans l'Ariège, 5 dans l'Aude et 2 dans les Pyrénées-Orientales[23] ;
- le « petit plateau de Sault » (5 054 ha), couvrant 11 communes du département[24].

Carte des ZNIEFF de type 1 et 2 à Campagna-de-Sault.
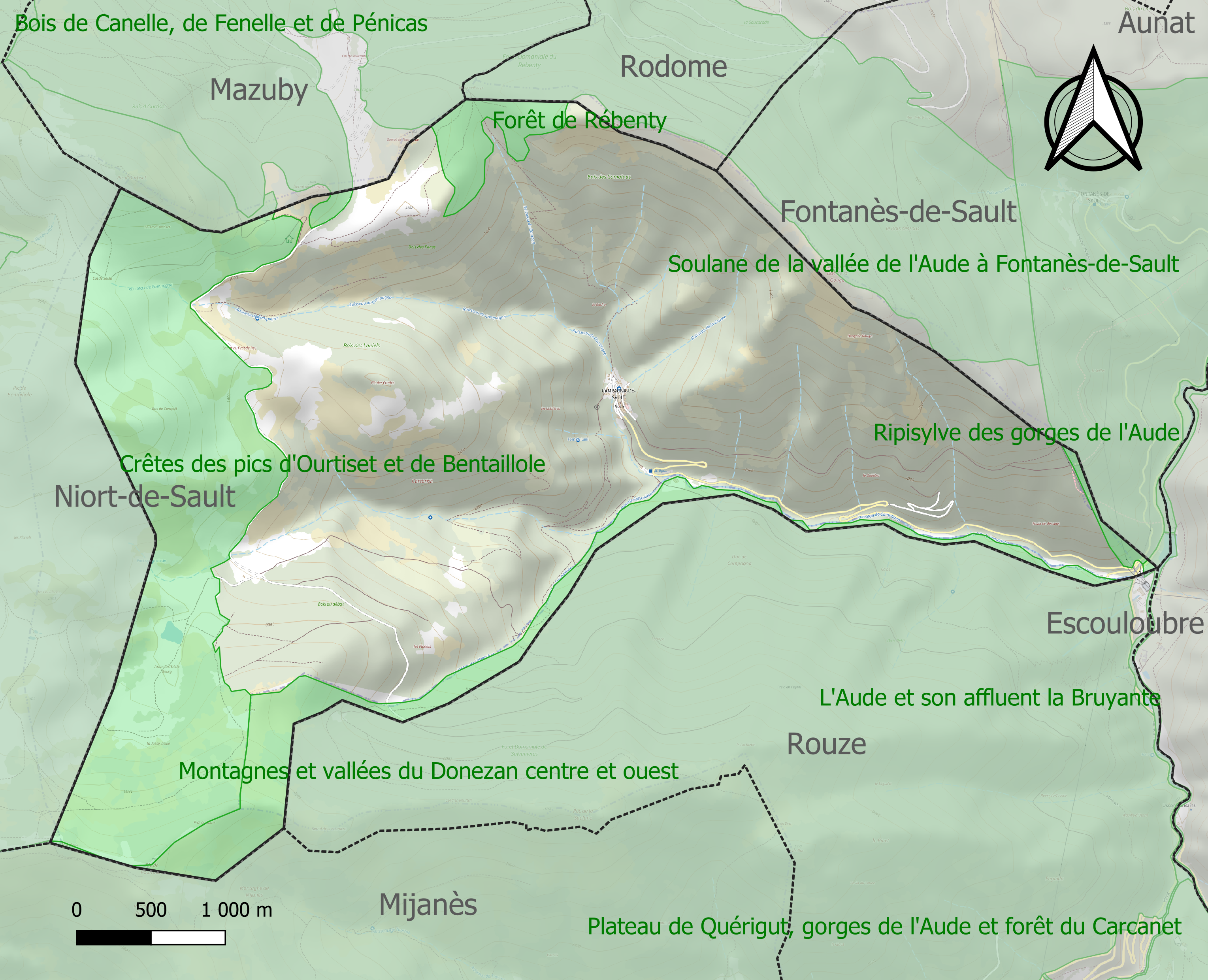
Carte des ZNIEFF de type 1 sur la commune.
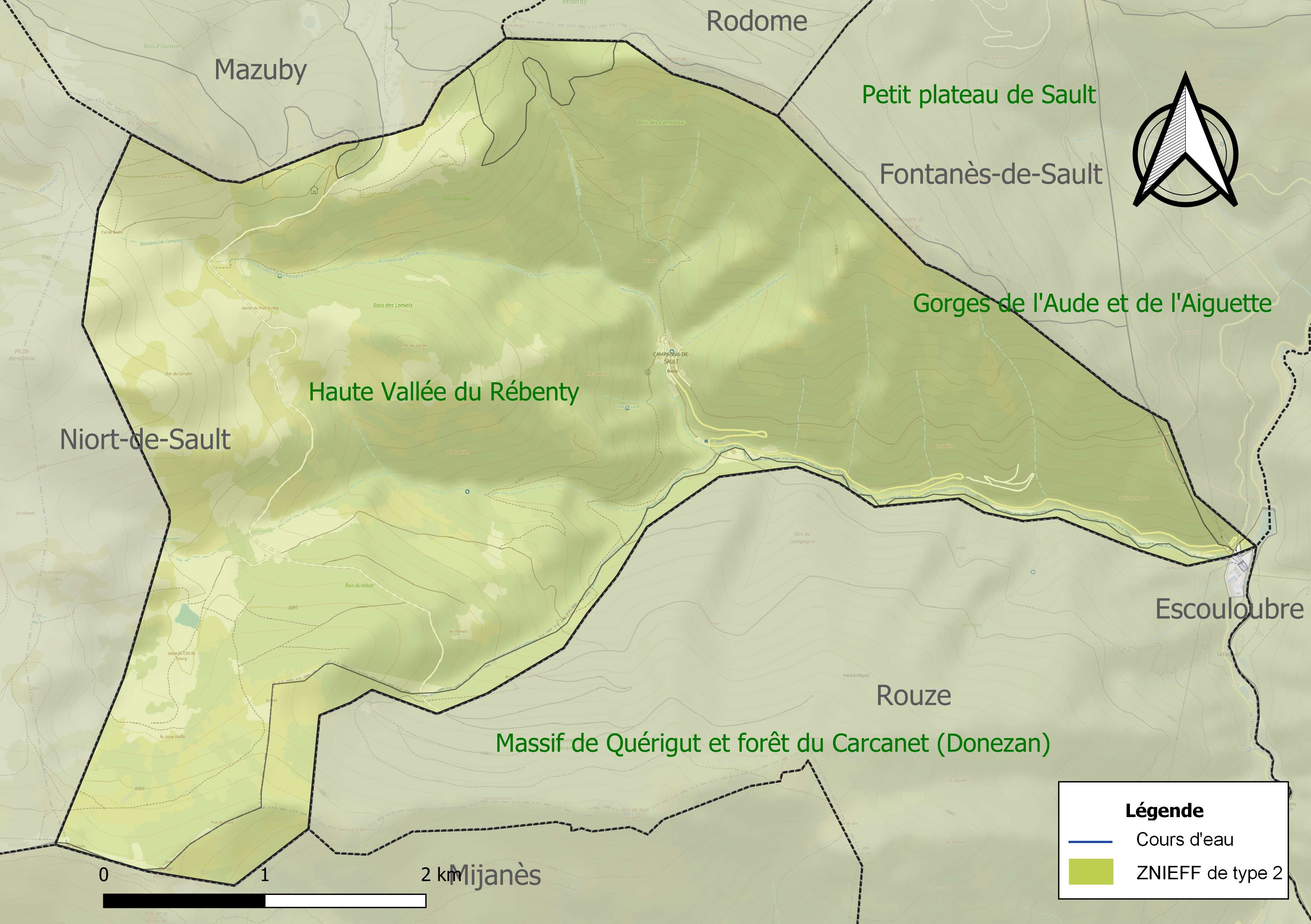
Carte des ZNIEFF de type 2 sur la commune.

## Urbanisme

### Typologie
Au 1er janvier 2024, Campagna-de-Sault est catégorisée commune rurale à habitat très dispersé, selon la nouvelle grille communale de densité à 7 niveaux définie par l'Insee en 2022.
Elle est située hors unité urbaine et hors attraction des villes,.

### Occupation des sols
L'occupation des sols de la commune, telle qu'elle ressort de la base de données européenne d’occupation biophysique des sols Corine Land Cover (CLC), est marquée par l'importance des forêts et milieux semi-naturels (100 % en 2018), une proportion identique à celle de 1990 (100 %). La répartition détaillée en 2018 est la suivante : forêts (49 %), milieux à végétation arbustive et/ou herbacée (44,7 %), espaces ouverts, sans ou avec peu de végétation (6,3 %). L'évolution de l’occupation des sols de la commune et de ses infrastructures peut être observée sur les différentes représentations cartographiques du territoire : la carte de Cassini (XVIIIe siècle), la carte d'état-major (1820-1866) et les cartes ou photos aériennes de l'IGN pour la période actuelle (1950 à aujourd'hui).

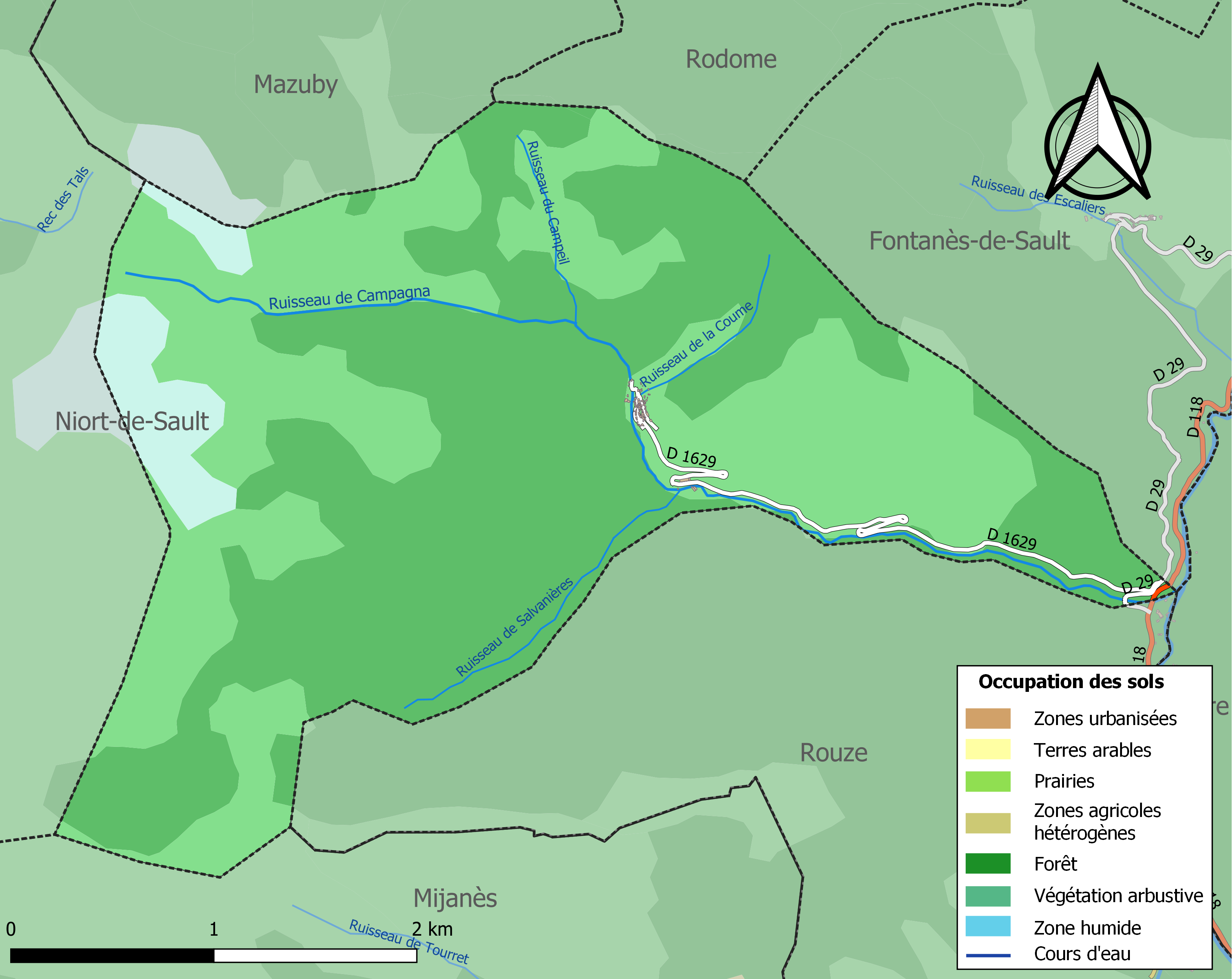
Carte des infrastructures et de l'occupation des sols de la commune en 2018 (CLC).

### Risques majeurs
Le territoire de la commune de Campagna-de-Sault est vulnérable à différents aléas naturels : météorologiques (tempête, orage, neige, grand froid, canicule ou sécheresse) et séisme (sismicité modérée). Il est également exposé à un risque d'inondation, soit par une crue torrentielle ou à montée rapide de cours d'eau, soit par ruissellement et coulée de boue. Un site publié par le BRGM permet d'évaluer simplement et rapidement les risques d'un bien localisé soit par son adresse soit par le numéro de sa parcelle.

#### Risques naturels

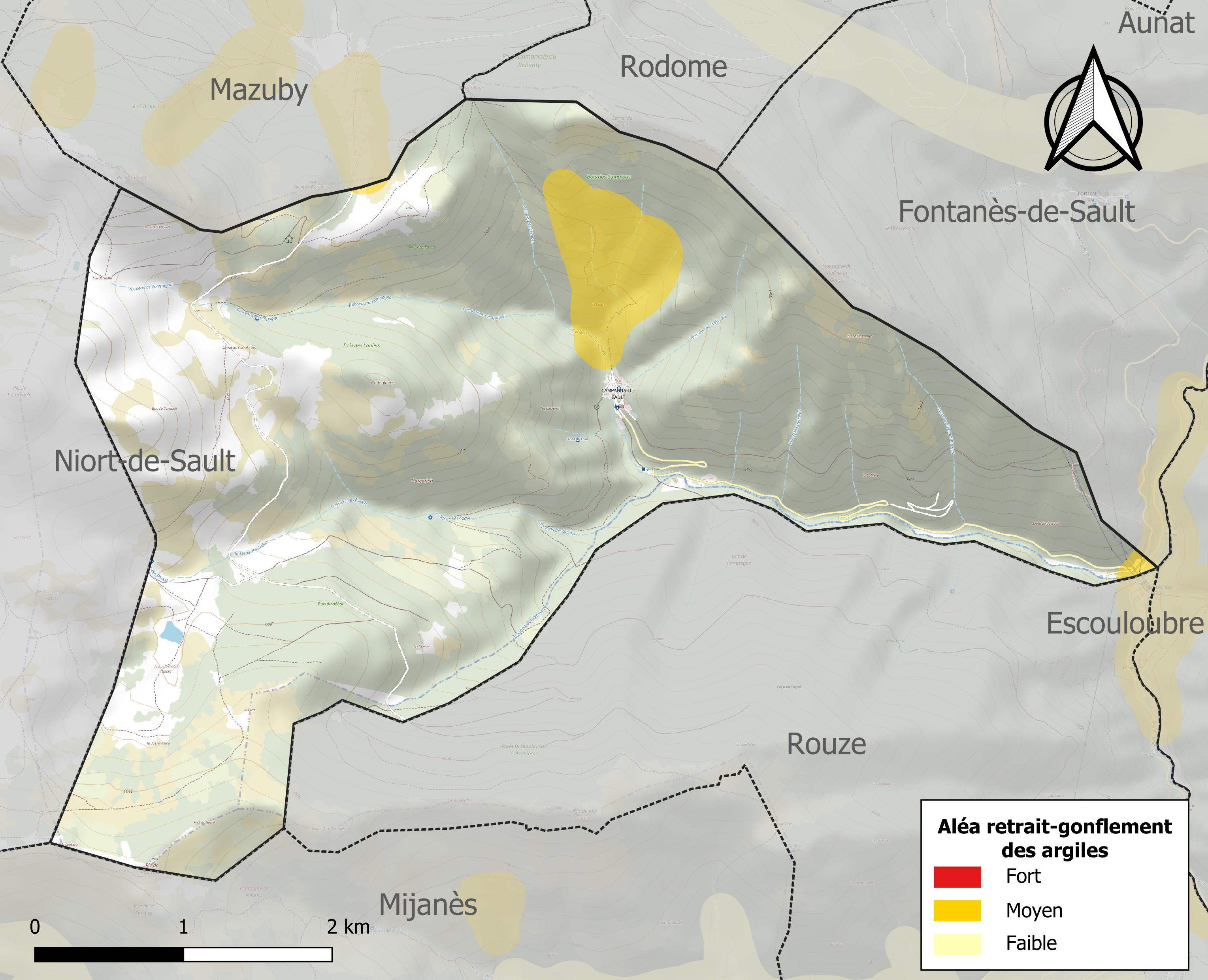
Carte des zones d'aléa retrait-gonflement des sols argileux de Campagna-de-Sault.

Le retrait-gonflement des sols argileux est susceptible d'engendrer des dommages importants aux bâtiments en cas d’alternance de périodes de sécheresse et de pluie. 4 % de la superficie communale est en aléa moyen ou fort (75,2 % au niveau départemental et 48,5 % au niveau national). Sur les 50 bâtiments dénombrés sur la commune en 2019, 0 sont en aléa moyen ou fort, soit 0 %, à comparer aux 94 % au niveau départemental et 54 % au niveau national. Une cartographie de l'exposition du territoire national au retrait gonflement des sols argileux est disponible sur le site du BRGM,.

#### Risques technologiques
La commune est en outre située en aval des barrages de Matemale et de Puyvalador, deux ouvrages de classe A, situés dans le département des Pyrénées-Orientales. Mais, compte tenu de sa position en contre vallée et de son altitude par rapport au cours de l'Aude, elle n'est pas susceptible d’être touchée par l’onde de submersion consécutive à la rupture d'un de ces ouvrages.

## Histoire
Campagna-de-Sault est située sur la "Route Vauban" encore appelée "Route des Canons". Cette route imaginée par Vauban en 1679 reliait Limoux dans la vallée de l'Aude à la citadelle de Mont-Louis (Pyrénées-Orientales) et permettait le passage des armées, des canons et des bêtes de charge.

## Politique et administration

### Découpage territorial
La commune de Campagna-de-Sault est membre de la communauté de communes des Pyrénées audoises , un établissement public de coopération intercommunale (EPCI) à fiscalité propre créé le 30 mai 2013 dont le siège est à Quillan. Ce dernier est par ailleurs membre d'autres groupements intercommunaux.
Sur le plan administratif, elle est rattachée à l'arrondissement de Limoux, au département de l'Aude, en tant que circonscription administrative de l'État, et à la région Occitanie.
Sur le plan électoral, elle dépend du canton de la Haute-Vallée de l'Aude pour l'élection des conseillers départementaux, depuis le redécoupage cantonal de 2014 entré en vigueur en 2015, et de la troisième circonscription de l'Aude  pour les élections législatives, depuis le redécoupage électoral de 1986.

### Liste des maires
| Période                                  | Période  | Identité        | Étiquette | Qualité |
| ---------------------------------------- | -------- | --------------- | --------- | ------- |
| avant 1988                               | En cours | Didier Montagne |           |         |
| Les données manquantes sont à compléter. |          |                 |           |         |

## Démographie
| 1793 | 1800 | 1806 | 1821 | 1831 | 1836 | 1841 | 1846 | 1851 |
| ---- | ---- | ---- | ---- | ---- | ---- | ---- | ---- | ---- |
| 318  | 339  | 325  | 331  | 371  | 358  | 342  | 367  | 354  |

| 1856 | 1861 | 1866 | 1872 | 1876 | 1881 | 1886 | 1891 | 1896 |
| ---- | ---- | ---- | ---- | ---- | ---- | ---- | ---- | ---- |
| 278  | 277  | 208  | 303  | 316  | 286  | 255  | 257  | 246  |

| 1901 | 1906 | 1911 | 1921 | 1926 | 1931 | 1936 | 1946 | 1954 |
| ---- | ---- | ---- | ---- | ---- | ---- | ---- | ---- | ---- |
| 221  | 216  | 215  | 183  | 146  | 113  | 105  | 92   | 52   |

| 1962 | 1968 | 1975 | 1982 | 1990 | 1999 | 2004 | 2006 | 2009 |
| ---- | ---- | ---- | ---- | ---- | ---- | ---- | ---- | ---- |
| 20   | 11   | 9    | 10   | 12   | 15   | 17   | 17   | 14   |

| 2014 | 2019 | 2022 | - | - | - | - | - | - |
| ---- | ---- | ---- | - | - | - | - | - | - |
| 18   | 19   | 19   | - | - | - | - | - | - |

## Économie

### Emploi
| Division       | 2008   | 2013   | 2018   |
| -------------- | ------ | ------ | ------ |
| Commune        | 22,5 % | 7,1 %  | 7,1 %  |
| Département    | 10,2 % | 12,8 % | 12,6 % |
| France entière | 8,3 %  | 10 %   | 10 %   |

En 2018, la population âgée de 15 à 64 ans s'élève à 14 personnes, parmi lesquelles on compte 50 % d'actifs (42,9 % ayant un emploi et 7,1 % de chômeurs) et 50 % d'inactifs,. En  2018, le taux de chômage communal (au sens du recensement) des 15-64 ans est inférieur à celui de la France et du département, alors qu'en 2008 la situation était inverse.
La commune est hors attraction des villes,. Elle compte 4 emplois en 2018, contre 4 en 2013 et 4 en 2008. Le nombre d'actifs ayant un emploi résidant dans la commune est de 6, soit un indicateur de concentration d'emploi de 66,7 % et un taux d'activité parmi les 15 ans ou plus de 36,8 %.
Sur ces 6 actifs de 15 ans ou plus ayant un emploi, 4 travaillent dans la commune, soit 67 % des habitants. Pour se rendre au travail, 50 % des habitants utilisent un véhicule personnel ou de fonction à quatre roues, 33,3 % s'y rendent en deux-roues, à vélo ou à pied et 16,7 % n'ont pas besoin de transport (travail au domicile).

### Activités hors agriculture
Deux établissements seulement relevant d’une activité hors champ de l’agriculture sont implantés  à Campagna-de-Sault au 31 décembre 2019.

### Agriculture
|                                   | 1988 | 2000 | 2010 |
| --------------------------------- | ---- | ---- | ---- |
| Exploitations                     | 1    | 1    | 1    |
| Superficie agricole utilisée (ha) | 40   | 278  | 276  |

La commune fait partie de la petite région agricole dénommée « Pays de Sault ». En 2010, l'orientation technico-économique de l'agriculture  sur la commune est l'élevage d'ovins et de caprins. Une seule  exploitation agricole ayant son siège dans la commune est recensée lors du recensement agricole de 2010 (un en 1988). La superficie agricole utilisée est de 276 ha.

## Culture locale et patrimoine

### Lieux et monuments
- Église de la Nativité de Campagna-de-Sault.

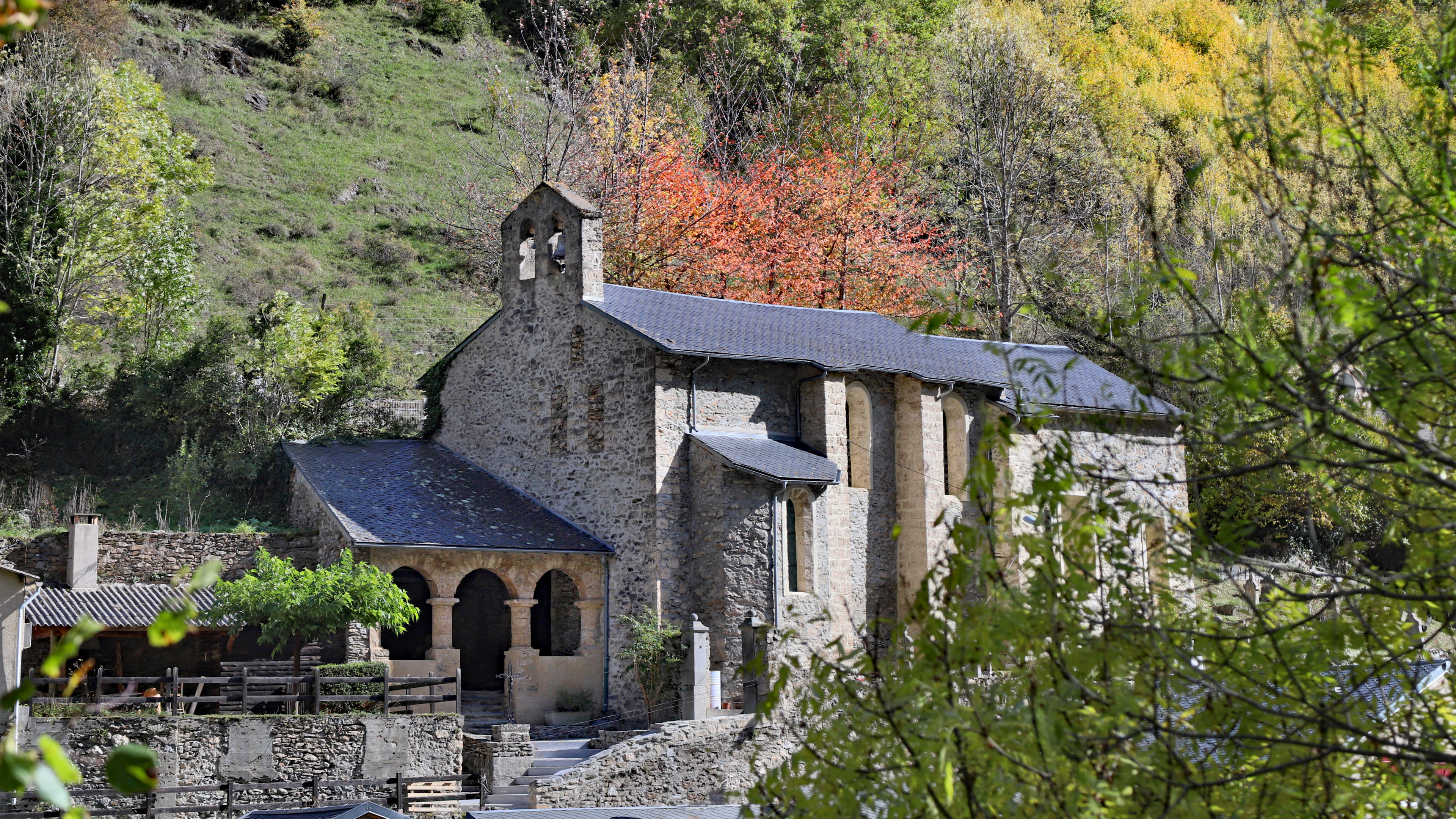
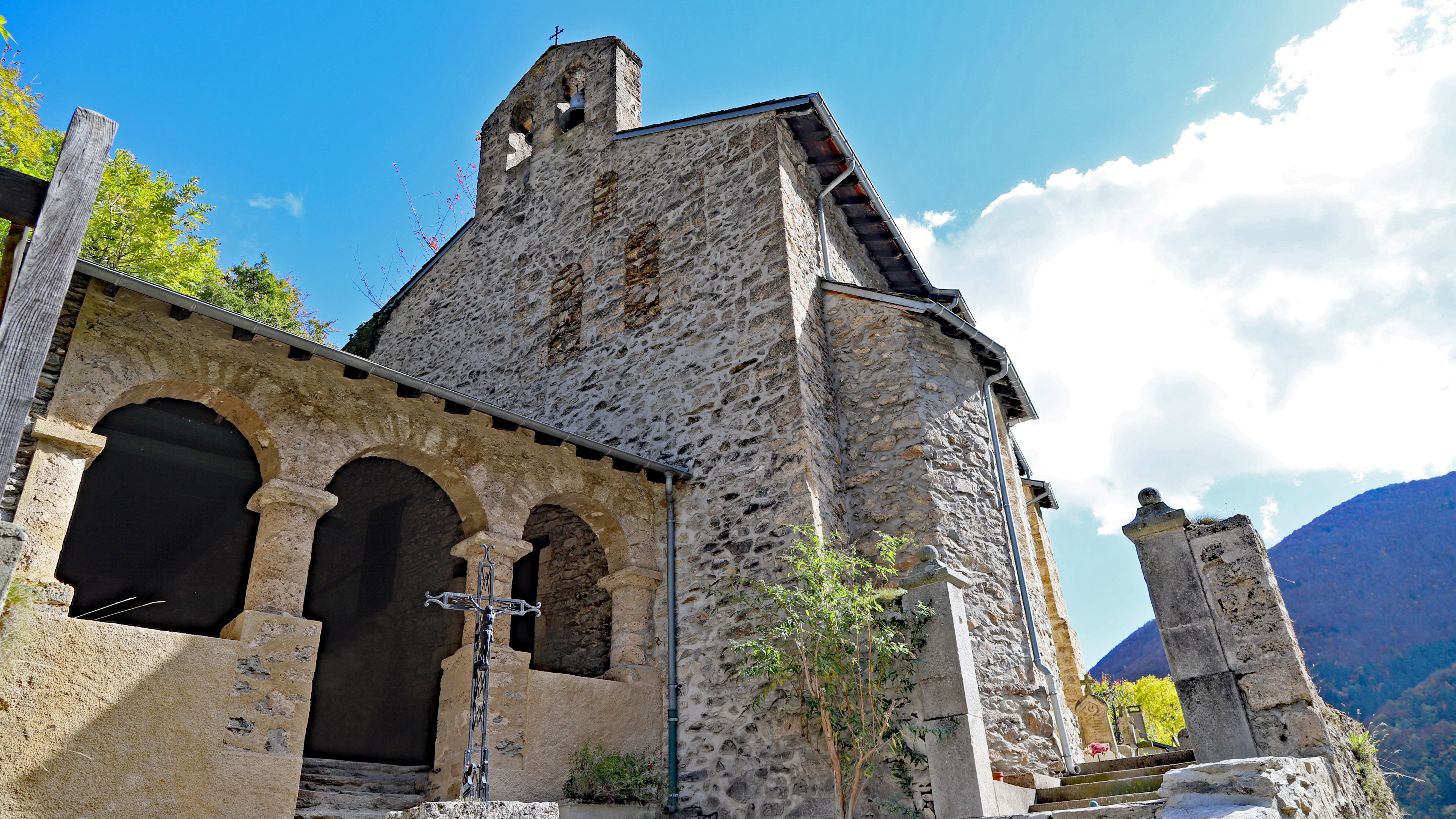
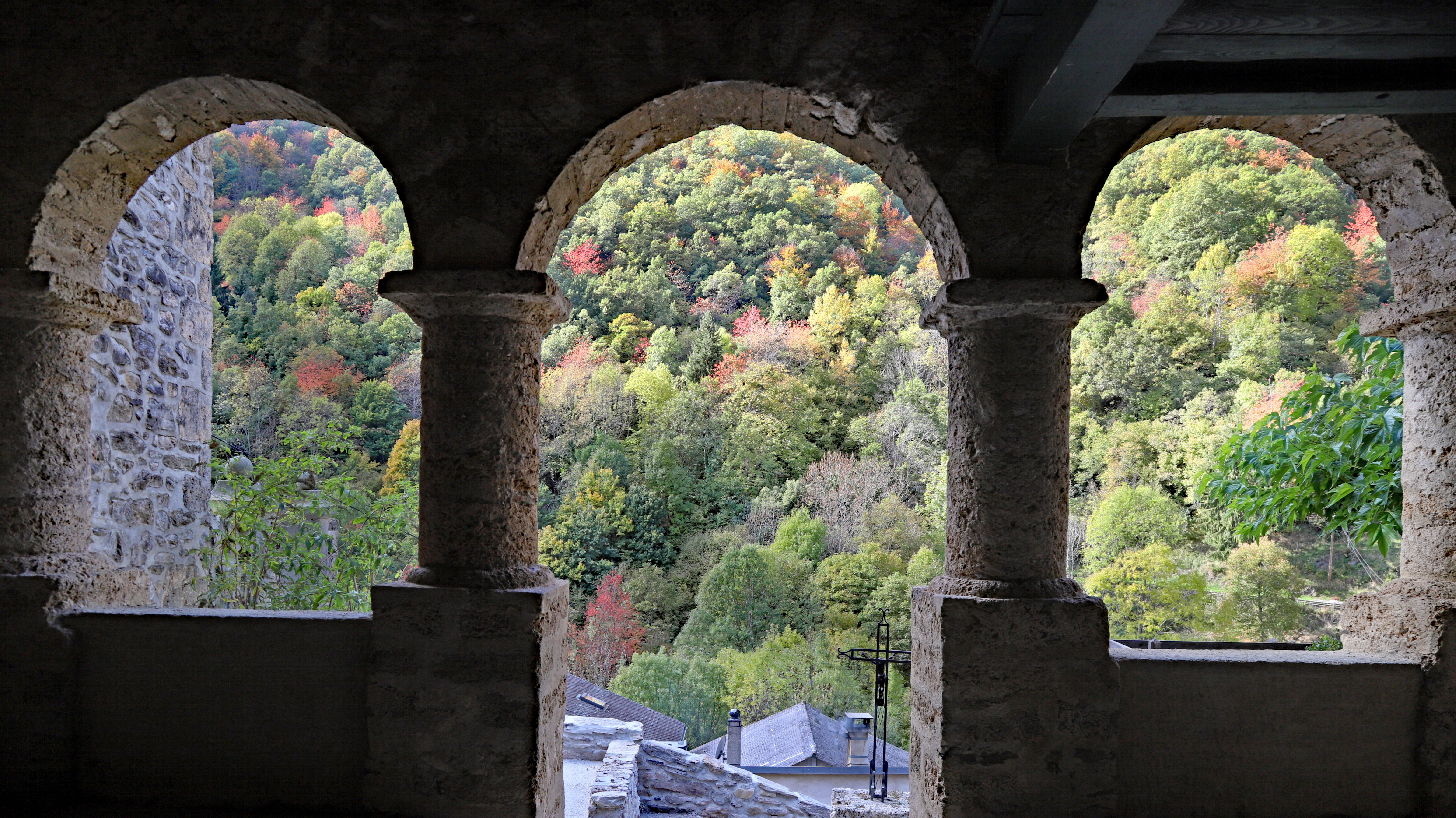
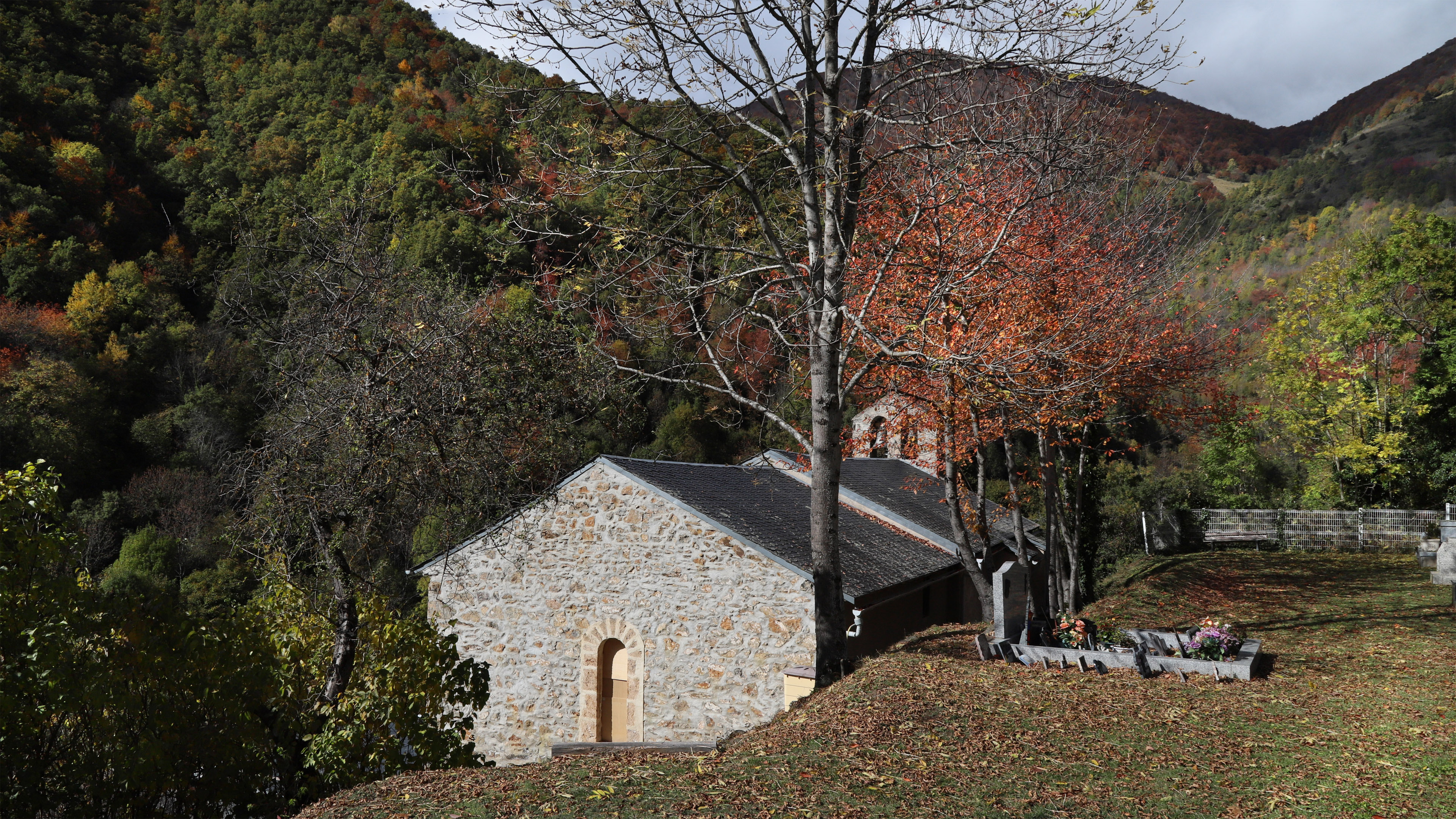

### Héraldique
| Blason | Blasonnement : Palissé en fasce d'azur et d'argent de six pièces. |